# Droit canadien
Le droit canadien est l'ensemble des règles de droit qui régissent la société canadienne. Il possède trois caractéristiques distinctives. Il s'agit d'abord d'un droit fédératif, c'est-à-dire que des règles de droit distinctes s'appliquent selon que le sujet relève du gouvernement fédéral ou des provinces. Il s'agit ensuite d'un système bijuridique; il est influencé par la tradition de common law et celle  de droit civil. De manière générale, le droit public est influencé principalement par la tradition de common law, tandis que le droit civil est présent en droit privé, surtout de la province de Québec. Finalement, il s'agit d'un droit bilingue, puisqu'au niveau fédéral et dans plusieurs provinces, il s'exprime à la fois en français et en anglais. Sa source première est la Constitution du Canada.

## Constitution du Canada
La Constitution du Canada est la norme juridique suprême et le socle commun du pays. Composée d'un ensemble de textes, elle forme le bloc de constitutionnalité[réf. nécessaire] avec les principes fondamentaux reconnus par les lois de la Fédération canadienne; la Constitution canadienne du 17 avril 1982 est l'actuelle version de la Constitution du Canada.
Fondement juridique de la Fédération canadienne, la Constitution a été rédigée de façon que soit commandé en l'État canadien un partage de souveraineté, entre un État fédéral et dix États provinciaux.
Découlant du texte de la Constitution, le mode anglais de conception juridique joue un rôle essentiel en droit canadien et détermine la teneur des lois et autres normes de la Fédération.

## Droit fédératif
« Chaque personne, à tout moment de sa vie, a des rapports tantôt avec le groupe social tout entier, tantôt avec des membres isolés de ce groupe. Le droit public est traditionnellement considéré comme cette branche du droit qui règlemente les relations entre l'État et le citoyen, par opposition au droit privé qui règle les rapports des particuliers entre eux. Cette séparation entre les domaines public et privé n'est plus aussi nette aujourd'hui car on constate de plus en plus une intrusion du pouvoir public dans les intérêts privés et donc dans les rapports entre citoyens. L'intérêt privé ou individuel est souvent laissé de côté pour l'intérêt collectif et le bien-être général des administrés. L'État sort de sa neutralité et intervient dans plusieurs secteurs de la vie économique et sociale. Ainsi, traditionnellement, en matière contractuelle, la liberté complète existait dans l'aménagement des rapports entre les parties. (...) Dans ce sens, on peut affirmer qu'il existe une tendance à la « publicisation » des rapports de droit privé, dans la mesure où, pour le bien de l'ensemble des citoyens, l'État juge opportun de se mêler des rapports juridiques individuels ».

### Droits provinciaux
- Droit albertain
- Droit britanno-colombien
- Droit manitobain
- Droit néo-brunswickois
- Droit néo-écossais
- Droit ontarien
- Droit prince-édouardien
- Droit québécois
- Droit saskatchewanais
- Droit terre-neuvien

## Système juridique

### Droit public
"Puisque le droit public s'intéresse aux relations entre les organismes gouvernementaux et les corps publics d'une part et les citoyens d'autre part, les rapports qu'il tend à règlementer sont des rapports hiérarchiques, autoritaires, des rapports de puissance. Le but poursuivi étant l'intérêt général de la collectivité, l'État doit, pour ce faire, avoir des pouvoirs plus grands et des privilèges spéciaux".
Dans la perspective où l'État canadien détient un plus grand pouvoir que celui détenu par chaque citoyen individuellement sur certains aspects visant l'intérêt général de la société canadienne, le droit public du Canada comprend: le droit constitutionnel, le droit administratif, le droit criminel, le droit fiscal ainsi que le droit judiciaire public (procédure).

### Droit privé
« Le droit privé [quant à lui] vise la réglementation des rapports juridiques entre les particuliers. La très forte majorité de ses règles sont seulement facultatives ou supplétives de volonté et tendent à assurer une harmonie dans les relations individuelles. »

Le droit privé du Canada est influencé par deux traditions juridiques : la common law et la tradition civiliste.
De manière générale, le droit applicable au gouvernement fédéral peut varier selon la province d'où provient le litige, et donc, la tradition juridique peut varier.
Le droit privé comprend le droit civil ainsi que le droit judiciaire privé (procédure civile).

#### Common law
Comme pour tous les pays ayant adopté le principe de la common law, les lois canadiennes suivent le système stare decisis. Autrement dit, tous les tribunaux doivent se conformer aux jugements des tribunaux supérieurs dans la pyramide judiciaire, la Cour suprême du Canada se trouvant au sommet de celle-ci. Cependant, les cours supérieures et provinciales d'une province quelconque ne sont pas limitées par les tribunaux des autres provinces. Toutefois, les décisions de ces derniers sont utilisées comme une source de persuasion, et sont généralement suivies par les autres provinces comme s'il existait un lien hiérarchique. Seule la Cour suprême du Canada a l'autorité d'assujettir par un seul jugement tous les tribunaux du pays. Les tribunaux les plus actifs tels que la Cour d'appel de l'Ontario, par exemple, sont souvent pris comme guide pour résoudre des litiges locaux dans les autres provinces, notamment en matière de preuves et de lois criminelles.
Étant donné le lien historique du Canada avec le Royaume-Uni et le renvoi que le préambule de la Loi constitutionnelle de 1867 fait aux lois britanniques, les arrêts de la Chambre des lords datant d'avant 1867 sont toujours et encore en vigueur au Canada, à moins que ceux-ci aient été renversés par la Cour suprême du Canada. Il en est de même pour les décisions décrétées par le Comité judiciaire du Conseil privé du Royaume-Uni avant l'abrogation des appels en 1949. Néanmoins, les jugements de ces deux corps judiciaires britanniques sont tenus, encore aujourd'hui, en haute estime, et sont considérés par les tribunaux de partout au pays comme étant très persuasifs.

#### Code civil du Québec
L'article 94 de la Constitution autorise la province de Québec à conserver son propre système de lois civiles (aujourd'hui codifiées dans le Code civil du Québec) pour des sujets de droit privé tombant dans les compétences provinciales. Le droit privé des autres provinces et le droit public sont cependant fondés sur la common law.

## Système judiciaire
- Cour suprême du Canada

La Cour suprême du Canada (anglais: Supreme Court of Canada) est la plus haute instance judiciaire du pays et, à ce titre, agit en tant que cour de dernier ressort national.
Avant 1949, les litiges pouvaient être envoyés en pourvoi auprès du Comité judiciaire du Conseil privé au Royaume-Uni. D'ailleurs, certaines affaires ont complètement évité de passer par la Cour suprême du Canada et se sont pourvues directement à Londres.
- Système de justice provincial

Système judiciaire canadien

Certaines cours sont définies comme des Cours supérieures, ou des Cours de l'article 96 — en référence à l'article 96 de la Loi constitutionnelle de 1867. Cette dénomination permet au gouvernement fédéral d'y nommer les juges. À l'inverse, les juges des cours inférieures, communément appelées les cours provinciales, sont nommés par les gouvernements provinciaux respectifs.
Bien que les juges des Cours supérieures soient nommés  par un processus fédéral, il demeure que ces cours sont administrées — et payées — par les provinces. Chaque province possède sa propre Cour d'appel; il en est de même pour les trois territoires.
- Système de justice fédéral

Le système judiciaire fédéral est, quant à lui - contrairement aux autres cours qui sont de par la Constitution sous la compétence des provinces - issu de lois fédérales, et possède une compétence exclusive sur quelques litiges tombant sous l'autorité constitutionnelle fédérale (ex. l'immigration, les lois maritimes, les brevets d'inventions, les télécommunications, le fisc fédéral, etc.).
- Système de justice militaire

"Le code de discipline militaire, qui constitue environ 50 pour-cent de la LDN [Loi sur la défense nationale], est le fondement du système de justice militaire canadien. Il établit les compétences en matière disciplinaire et décrit les infractions d’ordre militaire, les peines, les pouvoirs d’arrestation, ainsi que l’organisation et les procédures des tribunaux militaires, des appels et des révisions faisant suite à des procès".
"En dépit du pouvoir que détient le Parlement d’établir et d’administrer un système de justice militaire, le gouvernement fédéral est lui aussi tenu de respecter les autres lois constitutionnelles, notamment les protections assurées par la Charte. En tant que citoyens canadiens, les membres des FC [Forces canadiennes] jouissent de l’ensemble des droits et des libertés garantis par la Charte".

## Droit international
« La distinction entre droit interne et droit international porte sur un autre plan que la précédente. Alors que dans le droit interne les rapports juridiques étudiés sont des rapports nationaux, c'est-à-dire ceux qui ont lieu à l'intérieur même d'un État, le droit international règlemente les relations des États entre eux et les relations entre leurs citoyens respectifs. Tout comme le droit interne, le droit international se subdivise aussi en droit international public et droit international privé ».

### Droit international public
« Le droit international public comprend l'ensemble des règles juridiques relatives aux relations entre les États et à la règlementation des organismes ou organisations internationales. Elles touchent donc aussi bien la délimitation des frontières, la diplomatie, les traités internationaux, la nationalité que la structure des Nations Unies, de l'UNESCO. Le droit international public diffère des autres droits par le fait que la souveraineté des États constitue dans bien des cas, un obstacle à l'efficacité des sanctions de la transgression des règles. Il faut donc dans bien des cas compter sur la bonne volonté des États quant à leur respect et quant à l'exécution des décisions internationales ».

### Droit international privé
« Également connu sous le nom de droit des "conflits de lois", le droit international privé s'intéresse principalement aux rapports entre le citoyen ou ressortissant d'un pays et les citoyens ou le droit d'un autre pays. L'un de ses rôles importants est de déterminer le droit applicable à certaines situations où plusieurs droits internes peuvent entrer en conflit ».